# Oosteinde (De Wolden)
Oosteinde is een buurtschap in de gemeente De Wolden in de Nederlandse provincie Drenthe.
Oosteinde telt 756 inwoners (januari 2009) en is gelegen in Ruinerwold en nabij Ruinen. Langs de twee belangrijkste wegen in Oosteinde, de Dr Larijweg en de weg Oosteinde, staan veel monumentale boerderijen. De Dr Larijweg is onder meer bekend vanwege de perenbomen, die in de jaren 1920 aan beide zijden van de 7 kilometer lange weg zijn geplaatst. Van de 2000 perenbomen waren er in 2006 nog ongeveer 1400 over. De peren zijn stoofperen en deze worden ieder jaar per opbod geveild. De opbrengst gaat naar museumboerderij de Karstenhoeve.
In de omgeving liggen natuurgebieden zoals het Sultansmeer, dat is ontstaan door turfwinning.

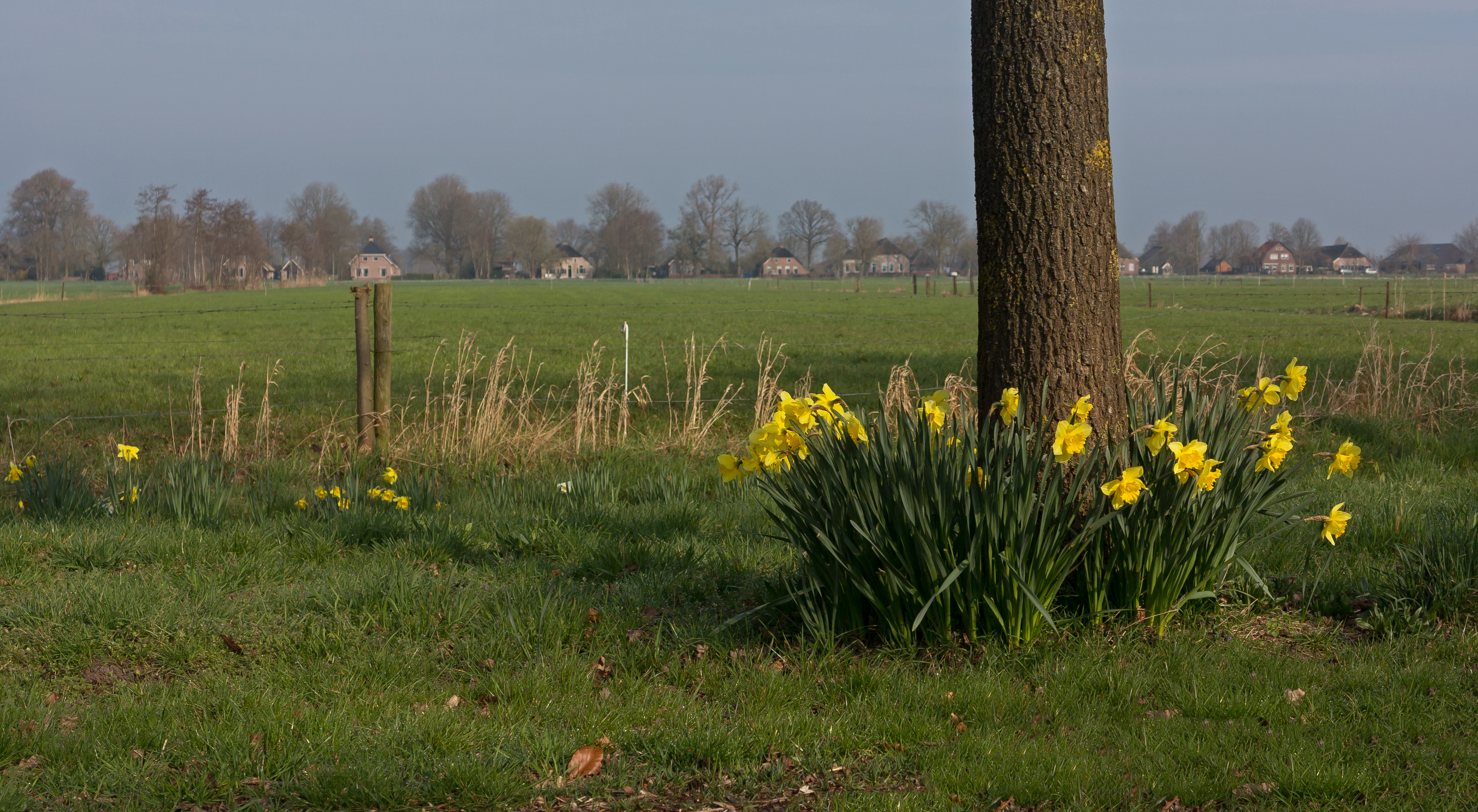
tussen Oosteinde en Ruinerwold, narcissen bij een boom

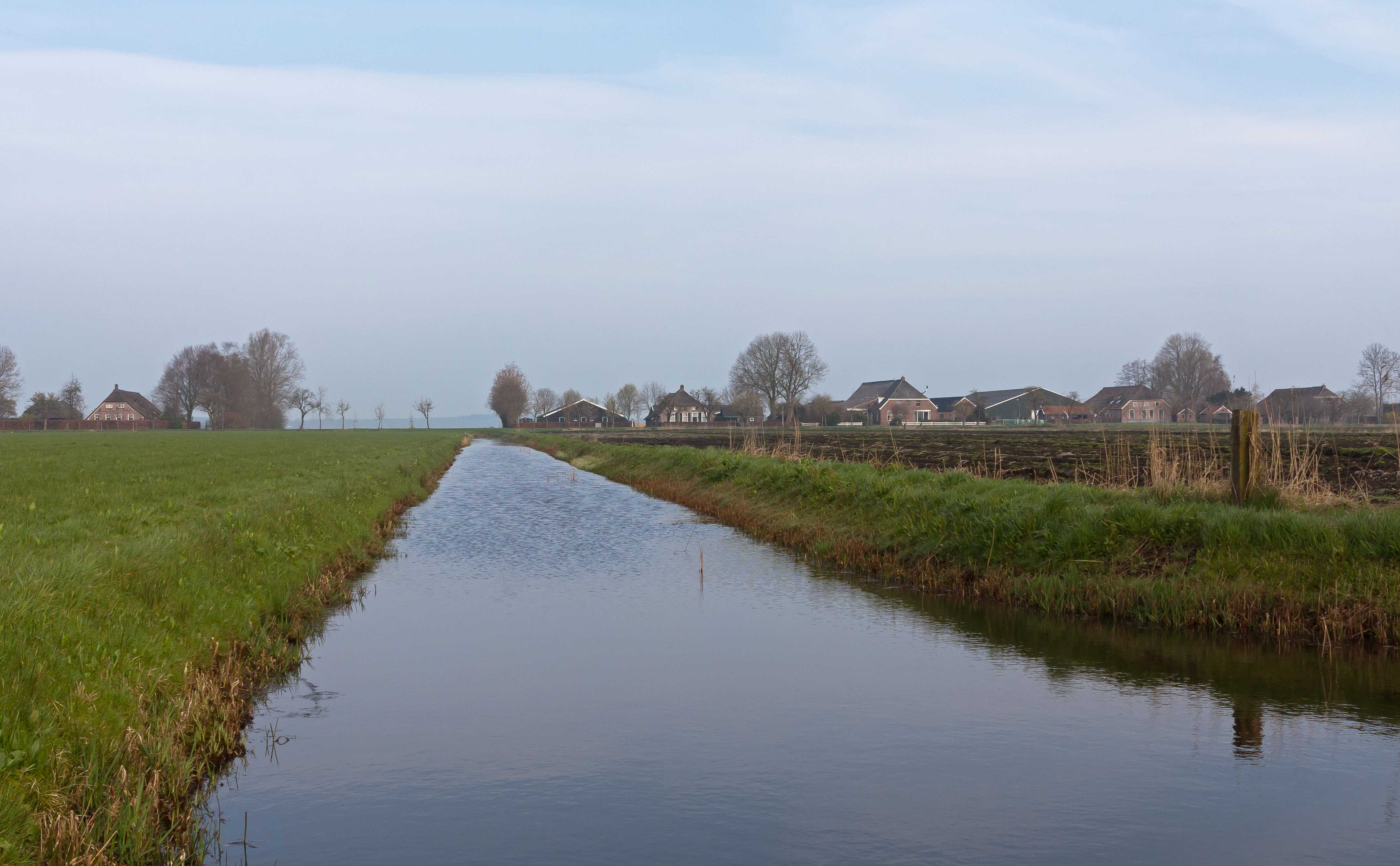
tussen Oosteinde en Ruinen, sloot in veenlandschap

## Faciliteiten
Oosteinde heeft een basisschool: O.B.S. de Wezeboom, die in het centrum van het dorp is gesitueerd.
Ook heeft Oosteinde een dorpshuis de Kolonie aan de Hesselterweg 13.